# Улица Луначарского (Тверь)
Улица Лунача́рского — улица в Заволжском районе Твери. Названа в честь русского и советского писателя, общественного и политического деятеля, народного комиссара просвещения (1917—1929), активного участника революций 1905 и 1917 годов Анатолия Васильевича Луначарского.
Улица расположена в микрорайоне Радужном. По старому плану города улица Луначарского плавно переходила во 2-ю улицу Красина, хотя реально дорогу в том месте так и не проложили, вместо этого существовал просёлочный участок дороги, накатанный по полю автомобилистами (преимущественно владельцами гаражей вдоль улицы Красина). В связи с возведением нового микрорайона на время строительства южный участок улицы Луначарского был уложен железобетонными плитами, а на месте просёлочной дороги построили дома, что сделало невозможным проезд со стороны улицы Красина. В настоящее время последнюю реконструировали и удлинили в южном направлении, а также соединили с улицей Луначарского. Улица проходит параллельно железной дороге, что делает невозможным выход с неё на запад к улице Хромова (железнодорожные пути оснащены рвами), и лишь после железнодорожного переезда на улице 26 Июня возможен проезд в микрорайон Радужный по Цветочной улице.
С приходом нового губернатора Игоря Михайловича Рудени выделили 22 743 475 рублей на ремонт уже существующего участка дороги и строительство нового, в качестве подрядчика выступила компания ТВ-Регион. На данный момент новый улица Луначарского полностью заасфальтирована и благоустроена (оборудованы соответствующие дорожные знаки, проложена заасфальтированная тротуарная дорожка для пешеходов, нанесена дорожная разметка) вплоть до нового микрорайона Радужный.

## Ссылка
- Улица Луначарского на сервисе Яндекс.Панорамы.